# Gargara varicolor
Gargara varicolor är en insektsart som beskrevs av Carl Stål. Gargara varicolor ingår i släktet Gargara och familjen hornstritar. Inga underarter finns listade i Catalogue of Life.